# Euphorbia hedigeriana
Euphorbia hedigeriana là một loài thực vật có hoa trong họ Đại kích. Loài này được (Malaisse) Bruyns mô tả khoa học đầu tiên năm 2006.